# Alarico Abib
Alarico Abib (Andirá, 12 de março de 1937 – Andirá, 7 de junho de 2016) foi um médico e político brasileiro. Foi deputado federal (1987-1991) por um mandato. Também serviu como prefeito de sua cidade natal por três vezes. A primeira de 1969 a 1973, depois de 1983 até 1986 e a última de 2005 a 2008.

## Biografia
Filho de imigrantes libaneses, nascido na pequena cidade de Andirá, norte do Paraná, da qual seus pais Said e Nazira Abib foram fundadores, formou-se em medicina pela Faculdade Federal do Paraná em 1964. Após sua especialização, retornou para Andirá, onde abriu consultório. Em 1968, com apenas 31 anos, candidatou-se pela Aliança Renovadora Nacional (ARENA), partido de sustentação da ditadura militar, ao cargo de prefeito, sendo eleito em votação histórica. Com o fim do bipartidarismo em 1979, filiou-se ao Partido Popular (PP), capitaneado por Tancredo Neves. Dois anos depois, passou ao Partido do Movimento Democrático Brasileiro (PMDB), com a fusão das duas legendas.
No ano seguinte, voltou a ser eleito prefeito de Andirá, deixando o cargo em meados de 1986 para disputar uma vaga na Câmara dos Deputados. Eleito deputado federal com a décima maior votação do estado do Paraná, atuou no processo de elaboração da Constituição Federal, promulgada em 5 de outubro de 1988. Na Assembleia Nacional Constituinte, atuou como titular na Subcomissão de Saúde, Seguridade e do Meio Ambiente e foi suplente na Subcomissão de Defesa do Estado, da Sociedade e de sua Segurança. Em plenário, votou a favor do presidencialismo, do mandato de cinco anos para o presidente José Sarney e da nacionalização do subsolo. Por outro lado, foi contra a legalização do aborto, a jornada de trabalho de 40 horas e a limitação ao direito de propriedade privada.
Após cumprir seu mandato de deputado federal em 1991, deixou a vida pública para se dedicar às suas lavouras de trigo e soja no município de Andirá. Voltaria a disputar o cargo de prefeito da cidade em 2004, sendo eleito novamente. Em 2008, tendo a reeleição, mas foi derrotado ainda no primeiro turno.
Faleceu em 07 de junho de 2016, em Andirá. Era casado com Ione Alves Abib, com quem teve duas filhas.